# Lamoraal van Egmont
I. Lamoraal, Egmont negyedik grófja, Gavere hercege (Lahamaide kastély, Hainaut tartomány, Spanyol-Németalföld, 1522. november 18. – Brüsszel, 1568. június 5.), neve flamandul Lamoraal I graaf van Egmont, prins van Gavere, franciául Lamoral, comte d’Egmont, prince de Gavre: katolikus vallású flamand lovag, Purmerend, Hoogwoud, Aartswoud, Fiennes, Zottegem és Armentières en Auxy ura, 1553-tól Gavre (Gavere) hercege, V. Károly német-római császár hadvezére, II. Fülöp spanyol király alatt Flandria és Artois helytartója, a németalföldi szabadságküzdelmek egyik vezéralakja és mártírja. Harcostársával, Hoorn (Hornes) grófjával együtt Alba hercege halálra ítéltette és Brüsszel főterén kivégeztette. Nevét Egmond alakban is írják. 1810-ben Beethoven az ő emlékére írta az „Egmont-nyitányt”.

## Élete

### Származása
Lamoraal, Egmont IV. grófja 1522. november 18-án született Spanyol-Németalföldön, Hainaut grófságban (flamandul Henegouwen), a lahamaide-i kastélyban (ma a belgiumi Vallónia tartományban Ellezelles, flamandul Elzele község része).
Régi németalföldi főnemesi családból származott, ősei már a 11. században főkegyúri (Voogd) jogokat gyakoroltak az Észak-Hollandia tartományban (Alkmaar közelében) fekvő egmondi bencés kolostor felett. Várat is építettek itt, amely a XVI. századig maradt fenn. Az Egmontok a Spanyol-Németalföld egyik leggazdagabb és legbefolyásosabb családjának számítottak.
Lamoraal édesapja IV. Jan van Egmont volt, Egmont második grófja (1499–1528), III. Jan van Egmont gróf és Magdalena van Werdenburg grófnő fia. Édesanyja Françoise de Luxembourg (Françoise van Luxemburg) volt, Gavre grófnője, Fiennes kisasszonya, II. Jacob van Luxemburg hercegnek és Margareta van Brugge-Gruuthuse grófnőnek leánya. Édesanyja a spanyol király unokanővére volt. Három gyermekük született, Karl (Charles, † 1542), Margaretha (1517–1554) és Lamoraal, akik anyai ágon a spanyol király unokaöccsei ill. unokahúga voltak.
Az ifjú Lamoraal van Egmont gróf Spanyolországban végezte katonai iskoláit. V. Károly német-római császár hadseregének tisztjeként több hadjáratban is szolgált. 1541-ben az algíri hadjáratban, 1544-ben, 1546-ban és 1552-ben a német fejedelemségek és a Francia Királyság ellen harcolt. Bátor és vakmerő katona hírében állt.
1542-ben bátyjának, Charles (Karl) van Egmontnak (Egmont harmadik grófjának) halála után Lamoraal grófot nevezték ki Hollandia tartomány (Graafschap Holland) spanyol királyi helytartói méltóságába.

### Házassága

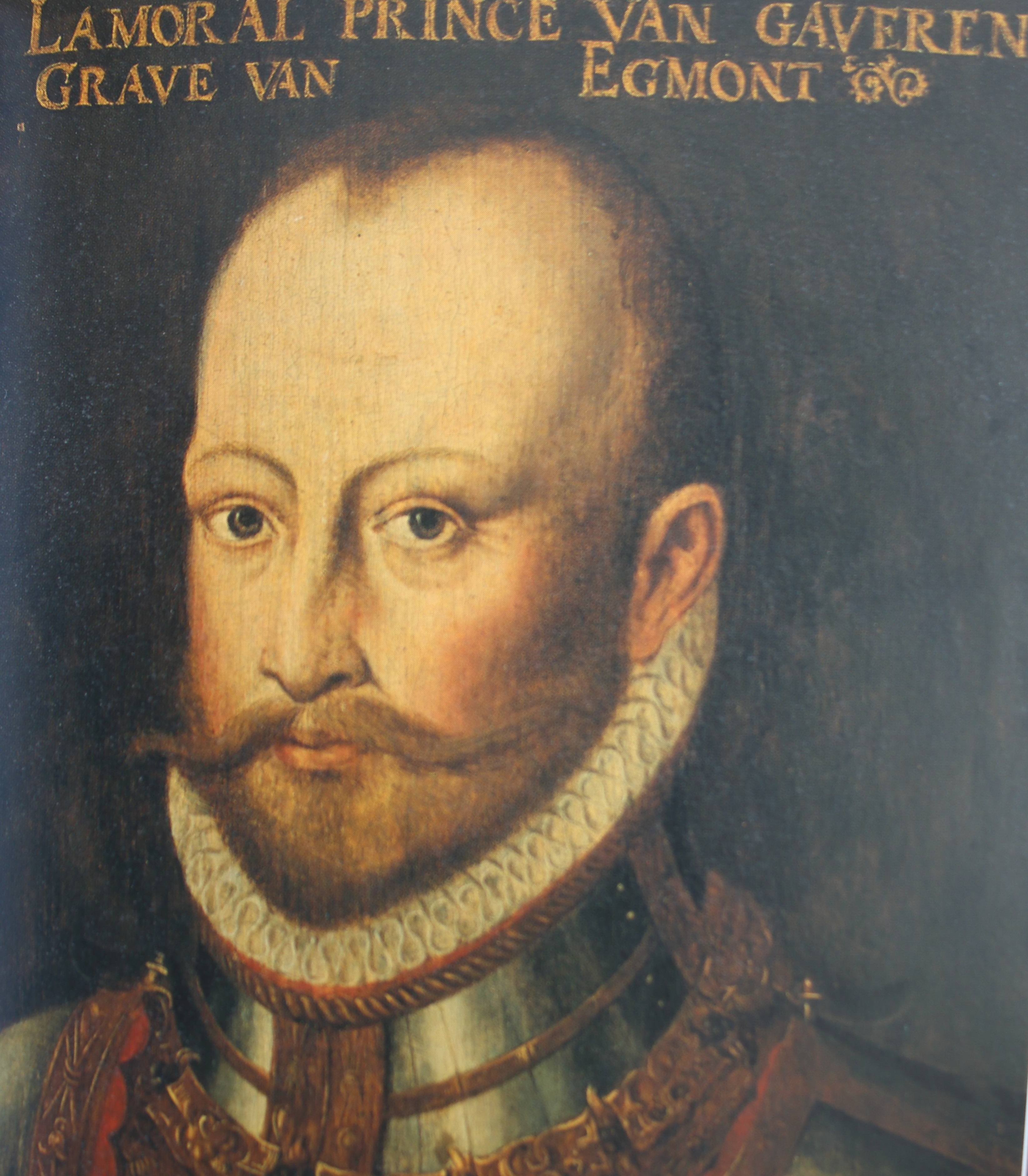
Lamoraal, Egmont grófja

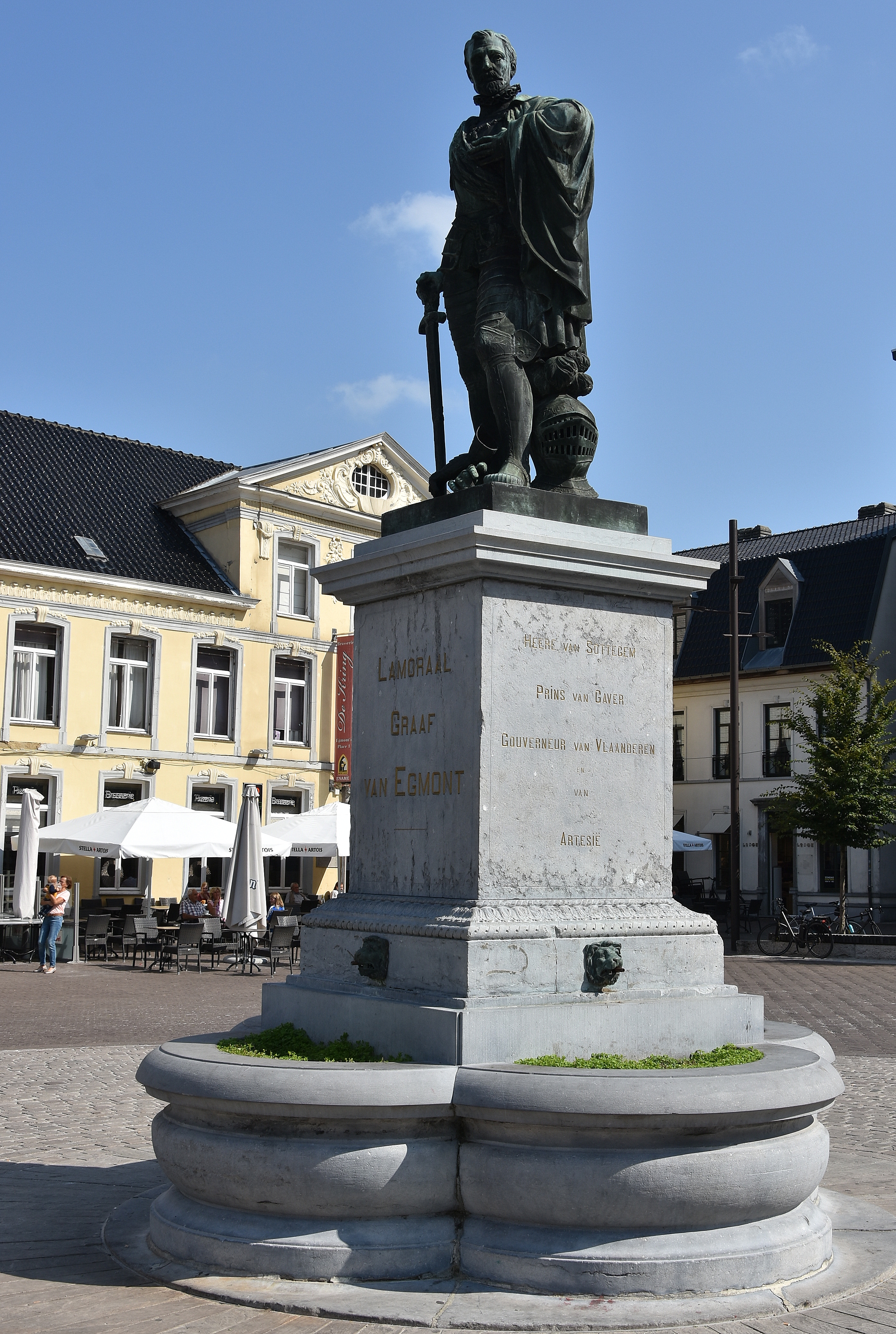
Egmont grófjának szobra Zottegem főterén.

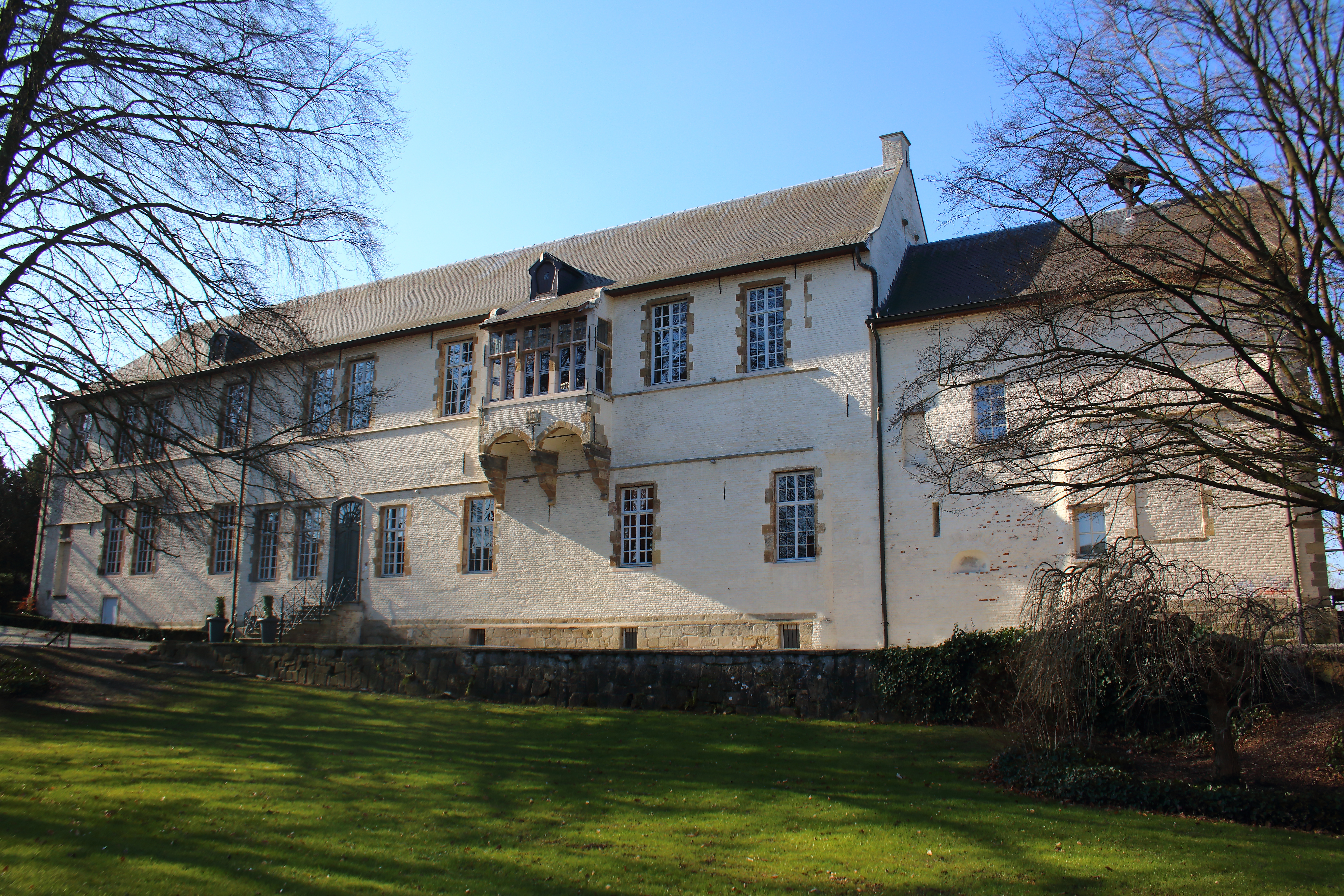
Az Egmont-kastély Zottegemben.

1544. május 22-én Speyer városában feleségül vette Sabina von Simmern palotagrófnőt (Pfalzgräfin, 1528–1578), II. Johann von Simmern pfalzi választófejedelem (1492–1557) és Beatrix badeni hercegnő egyik ifjabb leányát. A pfalzi választófejedelemségből származó feleségét Németalföldön „bajor Szabinának” („Sabine van Beieren”) nevezték. A házasság révén a Lamoraal van Egmont gróf családi vagyona tekintélyes mértékben növekedett. 1559-ben megvásárolt egy Rotterdamtól délnyugatra fekvő területet, amit lecsapoltatott. Az újonnan nyert területet (poldert) feleségének hazája után „Beijerland”-nak nevezte (ma: Oud-Beijerland, Dél-Hollandia tartományban).
1544-ben Lamoraal grófot az Aranygyapjas rend lovagjává avatták. 1548-ban anyja, Françoise de Luxembourg gavre-i hercegnő megvásárolt egy több házból és a hozzájuk tartozó kertekből álló területegyüttest a brüsszeli Sablon domb tetején. Itt belekezdett egy nagy palota (hôtel) építésébe. Az Egmont-palota (Palais d’Egmont, flamandul Egmontpaleis) építkezését fia, Lamoraal gróf fejezte be. Beköltözése alkalmából 1564-ben nagy lovagi tornát rendezett az új előtti széles, lapos térségen, ahol ma a brüsszeli Petit Sablon tér és az Egmont-emlékpark terül el.
Nővére, Margaretha van Egmont (1517–1554), 1549-ben feleségül ment Nicolas de Lorraine-hez, Mercoeur hercegéhez, Vaudemont grófjához (1524–1577).
1553-ban Lamoraal gróf V. Károly császártól megkapta Gavre (Gavere) hercegi címét. 1554-ben ő vezette azt a küldöttséget, amely a spanyol trónörökös, Fülöp infáns és I. (Katolikus) Mária angol királynő (1516–58) házassági szerződését aláírta. 1555-ben a császár a trónörökösnek, Fülöp hercegnek adta át Spanyol-Németalföld kormányzását. Lamoraal gróf Spanyolországba utazott, hogy új uralkodójának hódoljon.
1556-ban V. Károly lemondott, országait felosztotta öccse, Ferdinánd és fia, Fülöp között, ez utóbbi kapta Spanyolországot és Burgundiát. Az emiatt kitört 1556–59-es spanyol–francia háború során Lamoraal gróf kimagasló hadi érdemeket szerzett. Különösen kitüntette magát az 1557-es saint-quentini és az 1558-as gravelines-i győzelmes csatákban. II. Fülöp király 1559-ben kinevezte őt Flandria és Artois tartományok királyi helytartójává (flamandul stathouder, franciául conseiller d’État).

### A németalföldi szabadságmozgalomban
Az 1560-as években Németalföldön megnőtt az elégedetlenség a spanyol kormányzattal szemben. Egmond grófja azokhoz az elégedetlen főnemesekhez csatlakozott, akik ellenezték II. Fülöp király erőteljesen katolizáló politikáját, a németalföldi spanyol közigazgatás túlzott központosítását, és szóvá tették a németalföldi polgárok gazdasági sérelmeit. Főnemesi vezetésű ezred felállítását és toleranciát (vallásszabadságot) kívántak. A szervezkedés vezetője Orániai Vilmos volt, a „hallgatag herceg” (1533–1584), és Horne grófja (1524–1568), valamennyien Egmont gróf Államtanácsbéli társai.
1559-ben II. Fülöp lemondott Németalföld helytartóságáról, és saját féltestvérét, Margit pármai hercegnét (1522–1586), V. Károly német-római császár törvénytelen leányát nevezte ki helytartónak, aki 1567-ig maradt a tisztségben. Margit hercegnő békülékeny politikát folytatott. Tanácsadója és főminisztere, Granvelle azonban – akinek nevéhez fűződött a spanyol Inkvizíció németalföldi működésének kezdete – látta a kezdődő forradalmi mozgolódást, és kemény kezű irányítást kívánt. Egmont gróf és társai közreműködtek Granvelle eltávolításában (1564), és felajánlották szolgálataikat Margit hercegnőnek. A spanyol csapatokat kivonták Németalföldről, a főnemesi párt megegyezést (az ún. „Kompromisszumot”) készített elő a helytartóval.
1565-ben a nemesi ellenállás Egmont grófot szóvivőként Madridba küldte, hogy előadja követeléseiket a királynak. II. Fülöp azonban kitüntetésekkel és behízelgő ígéretekkel levette a lábáról. Az elégedetlen németalföldi nemesség igényeit csak szőrmentén és igen békülékeny hangon adta elő. Dolgavégezetlenül tért vissza Brüsszelbe. A Tartományokban 1566-ban felkelések kezdődtek, megindult az evangélikusok képrombolási mozgalma. Egmont ekkor már a katolikus hit és spanyol korona rendíthetetlen hívének mutatkozott. Tartományában, Flandriában a legkegyetlenebbül üldözte a protestánsokat. Megújította hűségesküjét a régens, Margit hercegnő előtt. Közreműködött a királyi ezred újjászervezésében, spanyol mintára. A protestánsok lázadását 1567-re spanyol csapatok igénybevétele nélkül elfojtotta. Fülöp király azonban nem bocsátotta meg neki, hogy korábban szembeszegült királyi akaratának.

### Elfogatása, kivégzése
Margit hercegnő békülékeny próbálkozásai csak átmeneti eredményeket hoztak, de ezt a király a gyengeség jelének ítélte. 1567 nyarán Orániai Vilmos figyelmeztette Egmont grófját, ne bízzék a spanyol udvar ígéreteiben. 1567 augusztusában II. Fülöp király Don Fernando Álvarez de Toledo y Pimentelt, Alba 3. hercegét (1507–1582) katonai és politikai teljhatalommal ruházta fel, és Németalföldre küldte azzal az utasítással, hogy állítsa helyre a királyi hatalmat a tartományokban. Amikor Alba hercege a spanyol királyi haderővel a németalföldi határra érkezett, Egmont grófja a határon fogadta őket, és Alba hercegének oldalán lovagolt be Brüsszelbe. Margit hercegnő régensi hatalma névlegessé vált (1567 decemberében le is mondott, és visszatért Itáliába). Orániai Vilmos elmenekült a fővárosból. Egmont és Horne grófoknak is ezt tanácsolta, de ők biztonságban érezték magukat, és helyükön maradtak.
Egmont grófját 1567. szeptember 9-én Alba hercege mindkettőjüket elfogatta, és a genti várkastélyban szigorú őrizet alá helyeztette. Rögtönítélő bíróság (úgynevezett „Vértörvényszék”) elé állították őket, annak ellenére, hogy mindketten katolikusok voltak.
Felségárulás és lázadás bűnéért halálra ítélték őket. Az Aranygyapjas rend lovagjait megillető kiváltságaikat figyelmen kívül hagyták (hivatalosan csak maga a király ítélhetett volna felettük). Utolsó éjszakájukat a brüsszeli Főteret (Grand-Place / Grote Markt) szegélyező Királyi házban (Maison du Roi / Broodhuis) töltötték. 1568. június 5-én harcostárukkal, Tobias van Leeuwennel együtt Brüsszel főterén lefejezték őket. Egmont gróf hatalmas vagyonát a királyi kincstár javára elkobozták. 11 árvát hagyott hátra.
Kivégzésének másnapján Lamoraal gróf holttestét felesége saját birtokára, a kelet-flandriai Zottegembe vitette. Itt temettette el a családi kriptában, ahová később ő maga és 11 gyermekük is temetkezett. Egmont három fia később kibékült a spanyol királyi kormányzattal, és visszakapták apjuk birtokainak egy részét.
Alba hercege rajtuk kívül még 8000 németalföldi nemest és polgárt végeztetett ki, hasonló vádakkal, de nem tudta elfojtani a lázadásokat. Kirobbant a nyolcvanéves háború, amely elvezetett az észak-németalföldi spanyol hatalom megszűnéséhez.

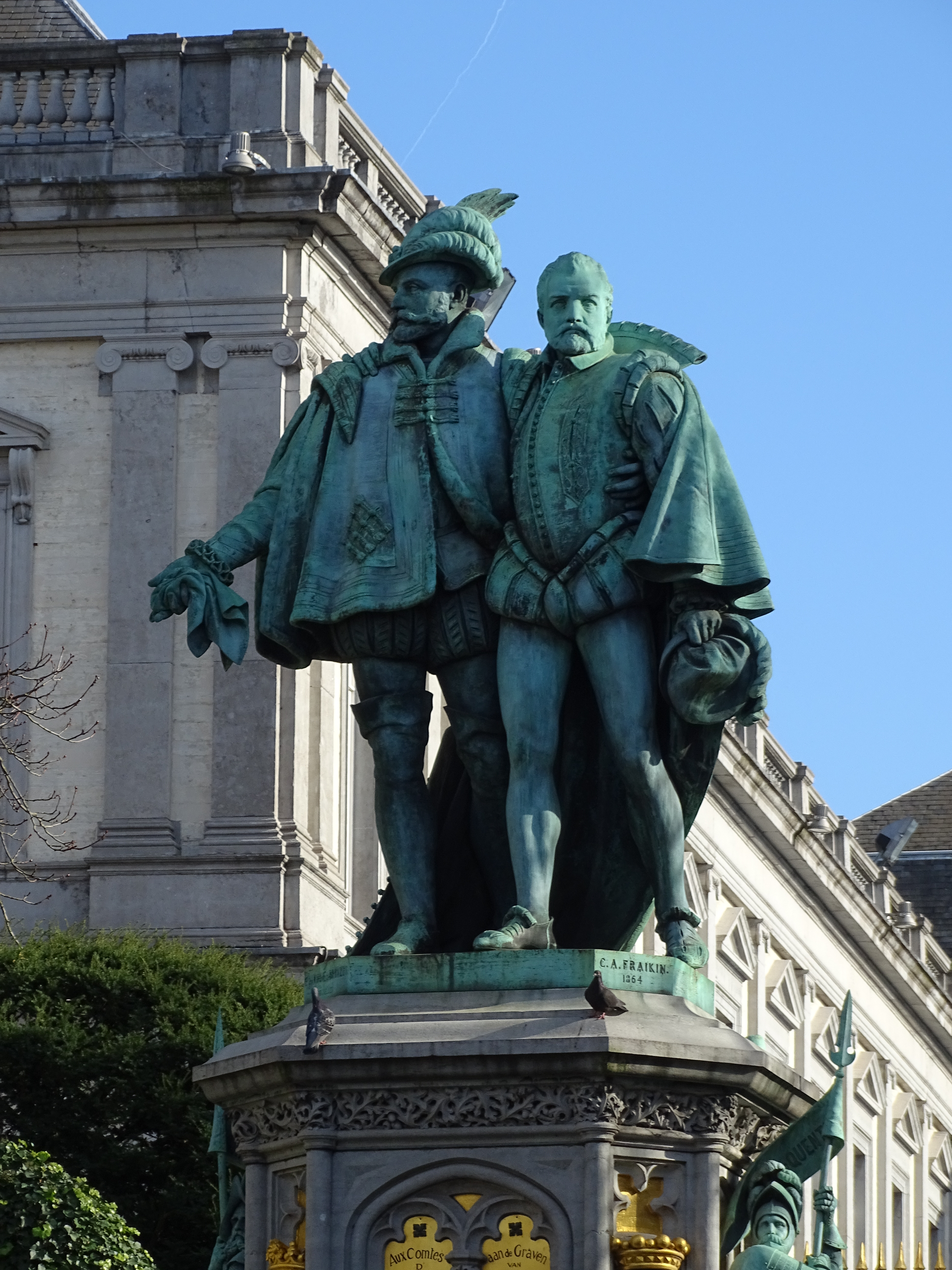
Egmont és Hoorn (Horne) grófok emlékműve a brüsszeli Petit-Sablon parkban.

### Emlékezete
- 1787-ben Goethe romantikus szomorújátékot írt a kivégzett németalföldi szabadsághős sorsáról „Egmont” címmel, de hősének karaktere alapvetően eltér a valós személyétől.
- 1810-ben a szabadságszerető Ludwig van Beethoven, a hazáját elfoglalva tartó Napóleon császár zsarnoksága ellen tiltakozásként megkomponálta a világhírűvé vált Egmont-nyitányt. Másfél évszázaddal később a magára hagyott 1956-os magyar forradalom végnapjaiban a Szabad Kossuth Rádió többször is játszotta a remekművet, amely így az eltiport magyar szabadság elesett harcosainak jelképévé is vált.
- Giuseppe Verdi 1867-ben bemutatott „Don Carlos” c. operájában a flandriai küldöttek megjelenése a spanyol királyi udvarban Egmont gróf 1555-ös madridi látogatását idézi fel.
- Louis Gallait belgiumi francia festő (1810–1887) több művén is megjelenítette Egmont és Hoorn grófok mártíromságát. Legismertebb ezek közül az 1851-ben elkészült „Végső tiszteletadás Egmont és Hoorn grófok előtt” („Derniers honneurs rendus aux comtes d'Egmont et de Hornes” c. festmény, amely „A levágott fejek” („Les têtes coupées”) címen híresült el. (A tournai-i Szépművészeti Múzeumban látható).
- 1864-ben a brüsszeli Főtéren (Grand-Place / Grote Markt), szemben a Királyi Házzal (Maison du Roi / Broodhuis), 1568-as kivégzésük helyszínén közös emlékszobrot emeltek Egmont és Hoorn grófoknak (Charles Auguste Fraikin belga szobrász művét).[9] 1879-ben az emlékművet áthelyezték a brüsszeli Egmont-palota elé, a Petit Sablon téri díszparkba, ahol ma is látható.